# 歳時記・第一巻
「歳時記・第一巻」は、2016年11月24日にOTOTOYより配信形式で発売された3776のシングル。睦月(1月)の章「正月はええもんだ」、師走(12月)の章「メリークリスマス＆ハッピーニューイヤー」、葉月(8月)の章「盆唄音頭」の、それぞれ季節にまつわる３曲が収録されている。

## 解説
- 発売日より2016年12月25日まで「メリークリスマス＆ハッピーニューイヤー」の一曲のみ、フリーダウンロードのサービスが行われた[1]。
- 2018年9月29日には、ナチュラルメイクよりCD-R版が発売された[2]。
- 2017年・2019年・2020年の1月1日に、井出ちよのが獅子舞に扮したプロデューサーの石田彰と共に富士宮市内を練り歩き、収録曲の「正月はええもんだ」を6ヶ所で舞うという催しが行われた[3][4][5]。
- 上記の練り歩きと舞の催しは、2019年3月21日に青山月見ル君想フで開かれた3776のワンマンライブ「暑さ寒さも3776ワンマンライブまで!～ダイナミクスへの誘い」で、ステージ上で再現された[6][7]。
- その後、配信シングル「歳時記」シリーズは第五巻まで発売されており、全てCD-R化されている[8][2]。また2019年8月28日にはアルバム「歳時記」も発売されている[9]。

## 収録曲
- 特記以外、作詞・作曲：石田彰

1. 正月はええもんだ （わらべうた）
2. メリークリスマス＆ハッピーニューイヤー
3. 盆唄音頭
4. メリークリスマス＆ハッピーニューイヤー [Instrumental]